# Decopom
Decopom (デコポン) é uma fruta cítrica sem sementes e de sabor adocicado, híbrida do cruzamento de kiyomi e pokan, desenvolvida no Japão em 1972.
Originalmente uma marca registrada, Decopom acabou se tornando uma marca genérica e o nome tem sido usado para se referir a outras cítricas semelhantes; seu nome genérico é shiranuhi ou shiranui (不知火). e seu fruto caracterizado pelo sabor adocicado, tamanho grande e pelo umbigo saliente em sua parte superior.
A decopom tem se popularizado no Brasil onde seu cultivo foi implantado pelos imigrantes e descendentes japoneses. A fruta conseguiu se adaptar com facilidade ao clima tropical, principalmente nas regiões montanhosas de Minas Gerais, onde na cidade de Turvolândia foi introduzida uma das primeiras plantações do fruto no país.